# باغ قیصر (هند)
باغ قیصر (هندی: क़ैसरबाग़) نام مجموعه ای در شهر لکهنو در منطقه اوده در کشور هند است. این باغ توسط واجد علی شاه(۱۸۴۷–۱۸۵۶)، آخرین نواب حکومت اود ساخته شده‌است.
|  |  |